# Sandbostel
Sandbostel ist eine Gemeinde im Landkreis Rotenburg (Wümme) in Niedersachsen.

## Geografie

### Geografische Lage
Sandbostel liegt etwa neun Kilometer südlich von Bremervörde, 17 km nördlich von Zeven, 43 km nordöstlich von Bremen und 60 km westlich von Hamburg. Durch die Gemeinde fließt die Oste.

### Gemeindegliederung
Neben dem Hauptort Sandbostel gehören auch die Orte Ober Ochtenhausen, Altenburg, Mintenburg, Gosehus, Heinrichsdorf, Hütten, Falje und Stoppelheide zur Gemeinde.
Ortsteile: Sandbostel, Mintenburg, Ober Ochtenhausen und Heinrichsdorf

## Geschichte
Die Ritter von Stinstedt erbauten im 14. Jahrhundert eine 1341 erstmals erwähnte Burg am rechten Ufer der Oste im heutigen Ortszentrum von Sandbostel. Nach deren Aufgabe wurde um 1400 auf dem Burggelände ein Meierhof errichtet. Nach dem Aussterben der Stinstede 1483 erwarben die Herren von Zesterfleth den Hof, der 1500 wieder Burgcharakter besaß. 1545 verkauften sie den Besitz an Johann von der Decken. Dieser ließ 1547 das Burghaus abreißen und errichtete auf der östlichen Ostseite einen mit Wall und Graben befestigten Herrensitz, das Gut Bostel.
1609 wurde das befestigte Gut im Zuge eines Rechtsstreits durch das Erzstift Bremen erobert und die Befestigungsmauern geschleift. Das Gut Bostel wurde nach 1650 an den schwedischen Feldmarschall Hans Christoph von Königsmarck verkauft. Von da an wechselten die – meist bürgerlichen – Besitzer rasch, bis das Gut kurz nach 1800 abgerissen wurde.
Vom neuzeitlichen Gutshof sind noch teilweise die umgebenden Wälle und Gräben erhalten. Im Westen ist der Wall noch bis zu 20 m breit und außen 5 m hoch vorhanden. Die Innenfläche wurde später als Sandgrube verwendet und die Bebauung großflächig zerstört.
Im Bereich der ursprünglichen Burgstelle wurde 1580 das Dorf Bostel gegründet, der alte Burgplatz blieb zunächst unbebaut. 1605 war er durch Apfelbäume und einen Fischteich belegt. Die dabei vorgenommenen Erdbewegungen dürften die Burg wohl größtenteils zerstört haben. Ihr können aber noch Wallreste im Bereich eines Hügels im Ortszentrum zugeschrieben werden.
Südlich von Sandbostel besitzt die Altenburg auf dem Gelände des gleichnamigen Hofs möglicherweise schon einen karolingerzeitlichen Ursprung.
In Ober Ochtenhausen bestand von etwa 1555 bis 1765 ebenfalls ein adliges Gut. 1796 wurde vom Gut Sandbostel aus die Moorkolonie Mintenburg gegründet. 1998 wurde das Dorf Ober Ochtenhausen Landes- und Bundessieger des Wettbewerbs Unser Dorf soll schöner werden.

### Lager Sandbostel

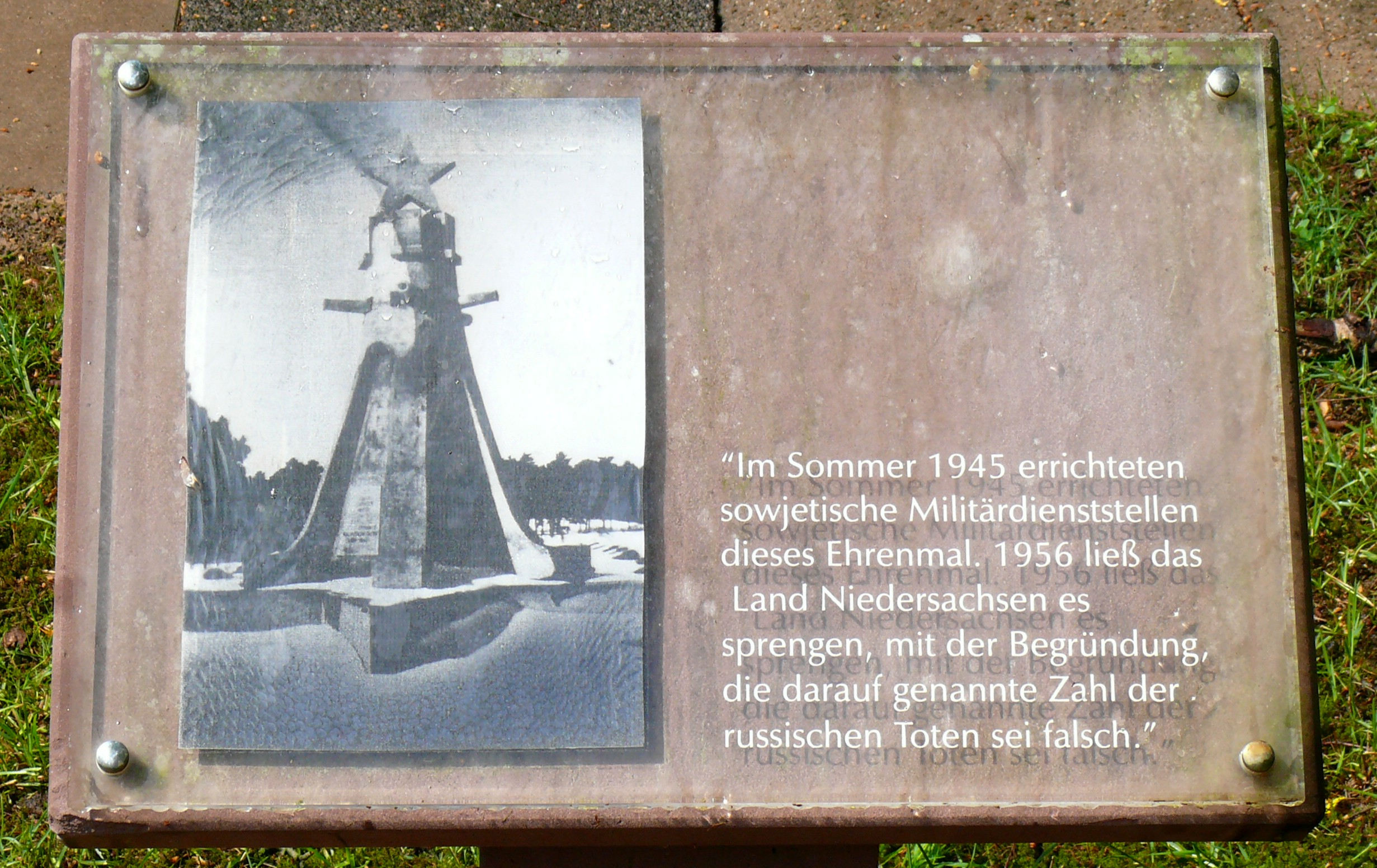
Foto des ehemaligen sowjetischen Ehrenmals

Von 1939 bis 1945 bestand bei Sandbostel das Kriegsgefangenenlager Stalag X B, das im April 1945 zudem als KZ-Auffanglager genutzt wurde. Die Toten, überwiegend sowjetische Kriegsgefangene, wurden in Massengräbern beerdigt. 1945 wurde auf Initiative der Sowjetischen Militäradministration in Deutschland (SMAD) ein sieben Meter hohes Mahnmal errichtet. Auf einer daran angebrachten Tafel war in Russisch, Englisch und Deutsch zu lesen: „Hier ruhen 46000 russische Soldaten und Offiziere. Zu Tode gequält in der Nazigefangenschaft.“ 1956 ließ die Landesregierung von Niedersachsen das Denkmal mit der Begründung, die Zahl der Opfer sei falsch, sprengen.
Von 1952 bis 1960 wurde das ehemalige Kriegsgefangenenlager als Flüchtlingslager (Übergangslager) für jugendliche, männliche DDR-Flüchtlinge genutzt. Das Flüchtlingslager für junge Frauen befand sich in Westertimke.
Im Dezember 2004 wurde die  „Stiftung Lager Sandbostel“ gegründet mit dem Auftrag, „auf dem Gelände des ehemaligen Kriegsgefangenenlagers Stalag X B in Sandbostel eine Dokumentations-, Gedenk- und Begegnungsstätte zu errichten.“

### Eingemeindungen
Am 1. März 1974 wurde die Nachbargemeinde Ober Ochtenhausen eingegliedert.

## Politik

### Gemeinderat
Der Rat der Gemeinde Sandbostel besteht aus neun Ratsfrauen und Ratsherren. Dies ist die festgelegte Anzahl für die Mitgliedsgemeinde einer Samtgemeinde mit einer Einwohnerzahl zwischen 501 und 1.000 Einwohnern. Die Ratsmitglieder werden durch eine Kommunalwahl für jeweils fünf Jahre gewählt. Die aktuelle Amtszeit begann am 1. November 2021 und endet am 31. Oktober 2026.
Die letzten Gemeinderatswahlen ergaben folgende Sitzverteilungen:
| Partei                               | 2021 | 2016 |
| ------------------------------------ | ---- | ---- |
| Wählergemeinschaft Sandbostel        | 5    | 5    |
| Wählergemeinschaft Ober Ochtenhausen | 4    | 4    |

### Bürgermeister
Der Gemeinderat wählte das Gemeinderatsmitglied Michael Behnken (Wählergemeinschaft Sandbostel) zum ehrenamtlichen Bürgermeister für die aktuelle Wahlperiode.

### Wappen
Das Wappen von Sandbostel zeigt oben auf goldenem Grund drei Niedersachsenhäuser mit grünen Türen. Unten im hügelförmig nach oben gebogenen grünen Schildfuß wird ein silberner Wellenbalken dargestellt, der die Oste symbolisiert. Der aufgebogene Schildfuß steht für die in der Gemeinde vorhandenen Bodenerhebungen.

## Kultur und Sehenswürdigkeiten

### Museum
Seit 1999 besteht mit dem Hüßelhus in Sandbostel ein kleines Museum, das sich mit der Heimatkunde befasst.

### Bauwerke

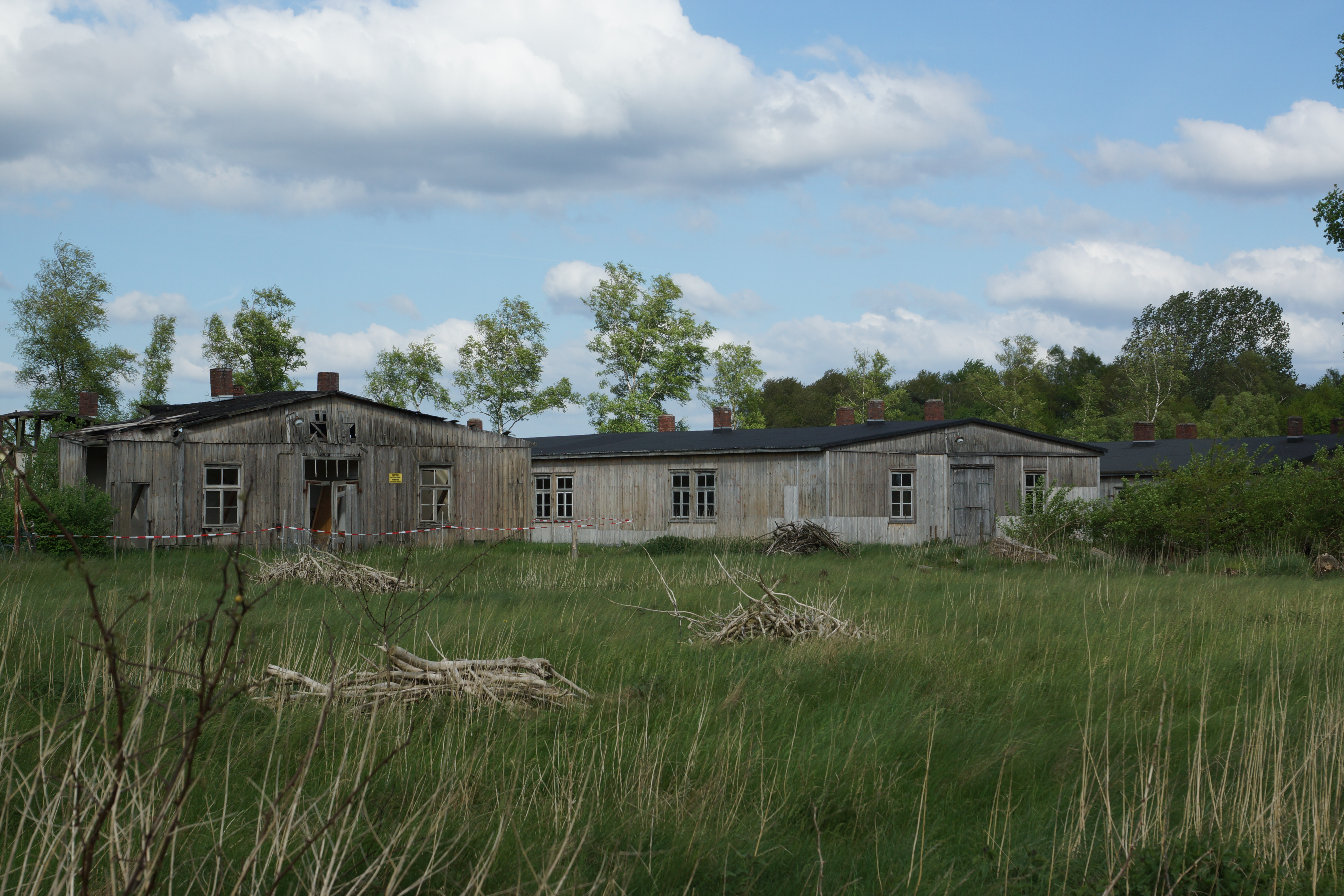
Baracken des Stalag X B

- Einige der Gebäude des Kriegsgefangenen- und KZ-Auffanglagers Stammlager X B sind erhalten. Zurzeit werden die letzten verbliebenen Baracken wiederhergestellt und es entsteht darin eine Ausstellung.[12]
- Windmühle Sandbostel am Ortseingang, die zuletzt vom Müller Hinrich Schröder bis um 1955 betrieben wurde. Sie wird heute bewohnt, und  ist samt dem Flügelrad im Wesentlichen erhalten
- Wohn- und Wirtschaftsgebäude Am Walde 6 aus der ersten Hälfte des 19. Jahrhunderts in Fachwerk

### Gedenkstätte
In Sandbostel befindet sich eine Kriegsgräberstätte, wo etwa 10.000 kriegsgefangene Soldaten des Lagers Sandbostel aus Russland, Polen und Frankreich größtenteils in Massengräbern beerdigt sind. Die gefangenen Soldaten wurden zur Zwangsarbeit eingesetzt. Heute kommen in regelmäßigen Abständen Delegationen aus der Partnergemeinde Danizy in Frankreich, um die Grabstätte zu pflegen und Grabschmuck niederzulegen. Die Mitglieder der Delegation werden bei Gastfamilien in Sandbostel untergebracht.

### Regelmäßige Veranstaltungen
Der Reitverein Sandbostel veranstaltet auf dem idyllisch am Wald gelegenen Reitplatz alljährlich ein Turnier für Springreiten und Pferdedressur. Zu dem Turnier, bei dem schon Reitprofis wie Gerd Wiltfang gestartet sind, kommen jedes Jahr etwa 150 Reiter mit Pferden.